# Адольф, Хелен

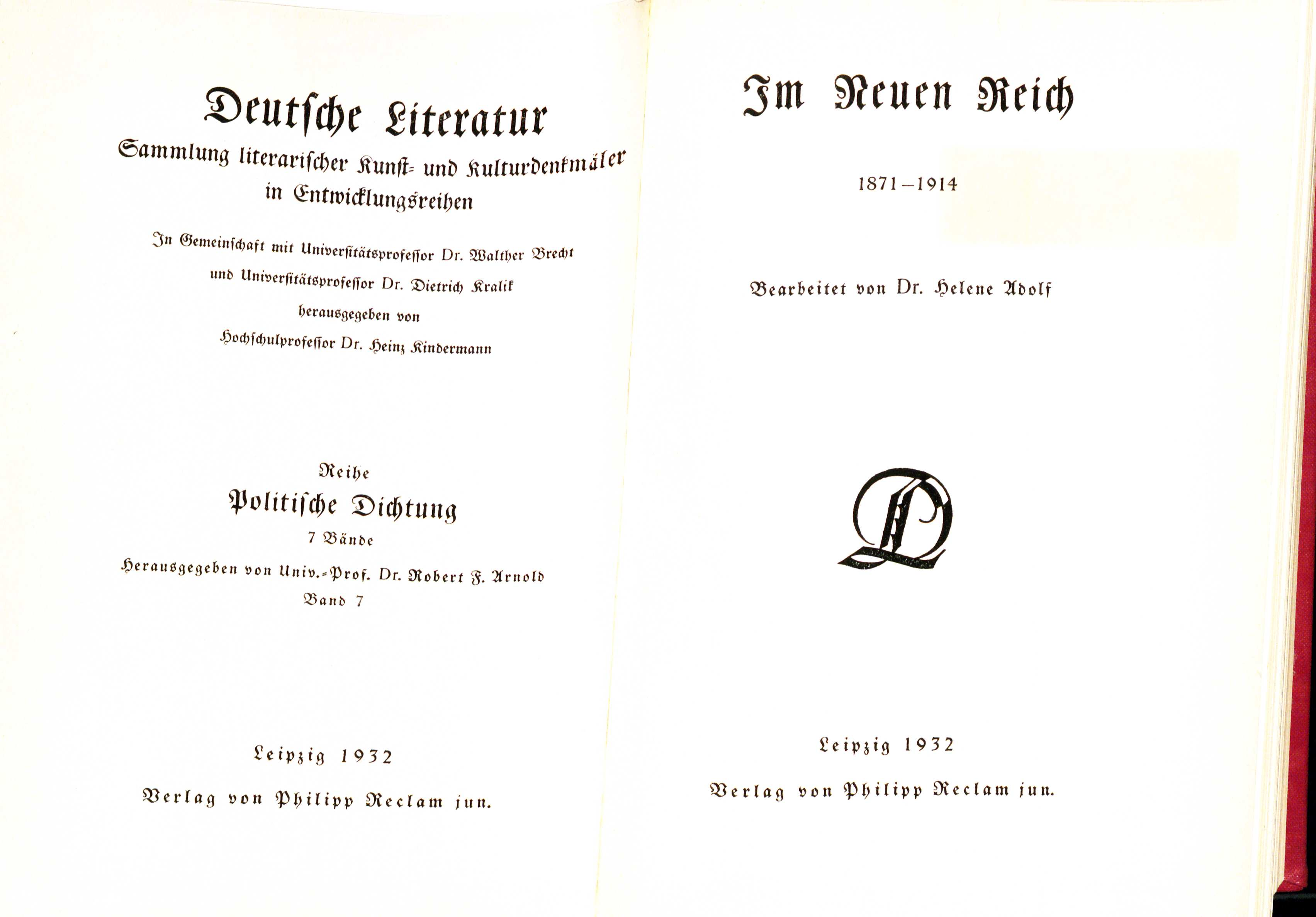
Заголовок книги Хелен Адольф, 1932 год

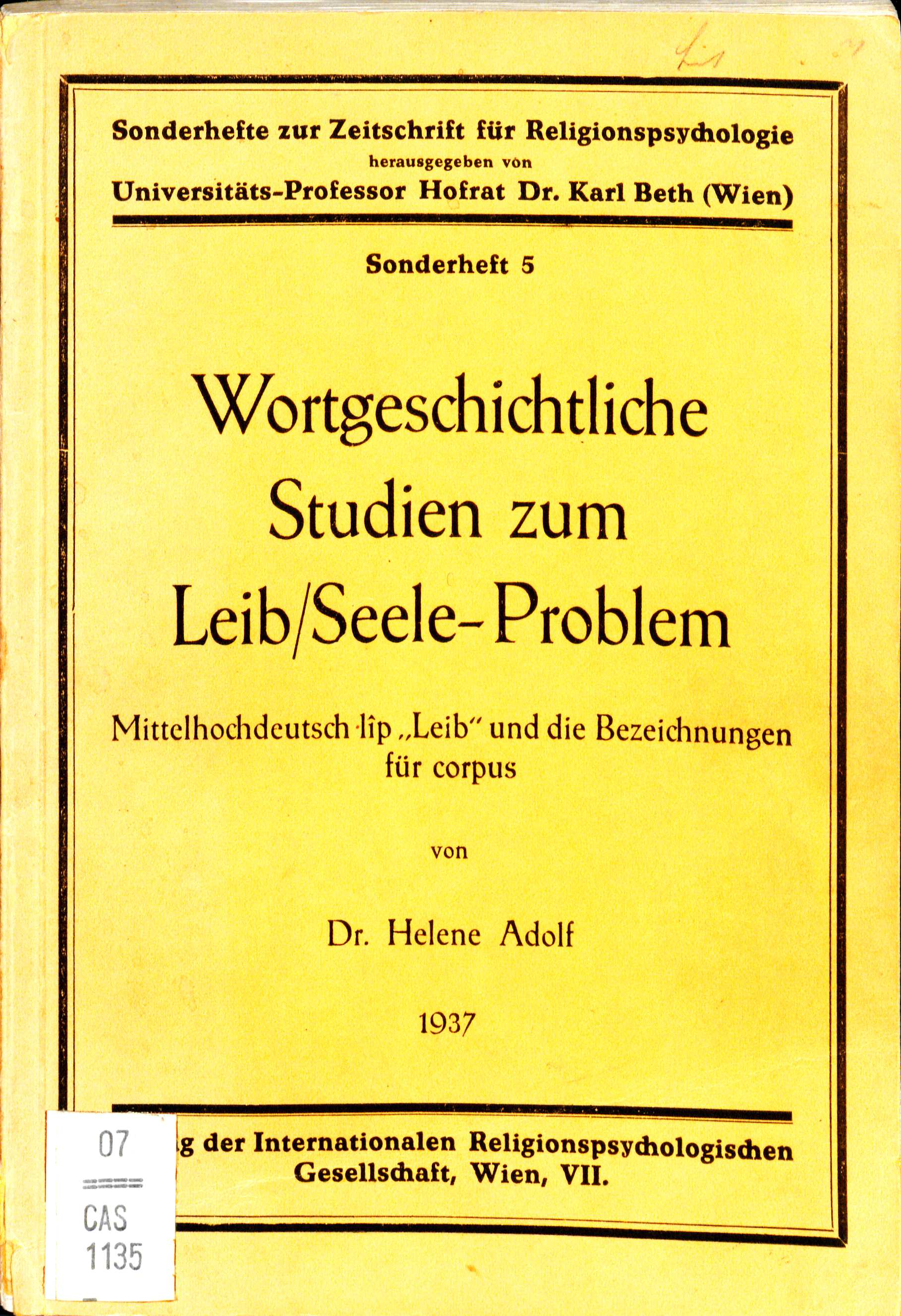
Заголовок книги Хелен Адольф, 1937 год

Хелен Адольф (англ. Helen Adolf, 31 декабря 1895[…], Вена[…] — 13 декабря 1998, Стейт-Колледж, Пенсильвания) — австрийско-американский лингвист и литературовед.

## Ранние годы и образование
Хелен Адольф родилась в 1895 году в Вене, Австро-Венгрия, в еврейской семье. Её мать, Хедвиг (урождённая Спитцер) Адольф, была художницей, а её отец, Якоб Адольф, был юристом. У Адольф была старшая сестра Анна Адольф Шпигель. Она была двоюродной сестрой писательницы Леони Адель Спитцер.
Она получила медицинскую степень в Венском университете и в конце концов переехала в Соединённые Штаты, чтобы работать в сфере медицинского образования. Адольф училась в Венском университете и окончила его в 1923 году со степенью доктора литературы. Не найдя работу в Вене, она переехала в Лейпциг, Германия, в поисках работы.

## Карьера в Европе
После переезда в Лейпциг она работала в издательстве Reclam. В Reclam она работала над созданием публикаций, посвящённых истории Германии до начала Первой мировой войны. Помимо работы в Reclam, Адольф также писала стихи и изучала такие предметы, как религия и психология. Она также переводила литературу, в том числе «Святую Терезу Авильскую» Жанны Гальзи. С 1923 по 1938 год она работала секретарём Международного общества психологии религии.

## Переезд и работа в США
Из-за аншлюса Адольф решила покинуть Европу. Она уехала в Соединённые Штаты в апреле 1939 года, переехав в Филадельфию, штат Пенсильвания, где жила её сестра. Она получила помощь от Американского комитета Друзей на службе обществу. Она поступила в Пенсильванский университет, чтобы изучать испанский язык. Она работала в Вирджинии и Колорадо в средних школах, где преподавала языки. Хелен вернулась в Филадельфию в 1943 году. В том же году она начала работать в Университете штата Пенсильвания.
В 1946 году она начала работать в кампусе Университетского парка. В 1953 году она стала там профессором.
Она писала по-немецки, писала стихи. Она тщательно изучала вопрос Святого Грааля и в 1961 году опубликовала книгу Visio Pacis: Holy City and Grail. Книга была удостоена Мемориальной премии Луи Х. Её работа была опубликована в Австрии в 1964 году.
В 1968 году о ней был опубликован фестшрифт. В 1987 году она была награждена Почётным крестом за науку и искусство первой степени. Вышла на пенсию в 1979 году.

## Смерть
Хелен Адольф умерла 13 декабря 1998 года в возрасте 102 лет в Стейт-колледже, штат Пенсильвания.

## Избранные труды Хелен Адольф
- "F. Hallali, Germ. Halali = "Praise (My Soul)"?" Studies in Philology. Vol. 46, No. 4 (Oct. 1949), pp. 514–520.
- "New Light on Oriental Sources for Wolfram's Parzival and Other Grail Romances." PMLA. Vol. 62, No. 2 (Jun. 1947), pp. 306–324.
- "Schlußwort." The German Quarterly, Vol. 34, No. 3 (May 1961), p. 237.
- "Studies in the Perlesvaus; The Historical Background." Studies in Philology. Vol. 42, No. 4 (Oct. 1945), pp. 723–740.
- "The Essence and Origin of Tragedy." The Journal of Aesthetics and Art Criticism. Vol. 10, No. 2 (Dec. 1951), pp. 112–125.